# 金城基泰
金城 基泰（かねしろ もとやす、1952年10月16日 - ）は、大阪府出身の元プロ野球選手（投手）。
在日朝鮮人として生まれ、後に日本人へ帰化した。日本プロ野球（NPB）と韓国プロ野球（KBO）の双方で活動。帰化前の本名およびKBOでの登録名は金 基泰（キム・ギテ、김기태、きん もとやす）。

## 経歴
1970年秋、此花商業高校（現・大阪偕星学園高校）から翌春の法政大学への進学がほぼ決定していたが、広島東洋カープスカウトの木庭教による熱心な口説きに折れ、ドラフト5位で入団。金城自身も「本当は法政大に決まっていて、PL学園の新井宏昌と一緒に行くことになっていた」と述べている。
サブマリン投手で、下から浮き上がるような速球を武器に1972年に一軍に定着。1973年には10勝6敗の成績で、規定投球回（リーグ8位、防御率2.54）にも達する。
1974年には外木場義郎、安仁屋宗八、佐伯和司とともに先発ローテーションの中心として奮闘し、チームは最下位ながら20勝を挙げて最多勝、207奪三振で最多奪三振のダブルタイトルを獲得。なお、最下位のチームでの最多勝獲得は1962年の近鉄バファローズ・久保征弘以来史上二人目の珍事であった。
しかし、同年オフにご褒美として向かったオーバーホール先の大分・湯布院で、知人の運転する乗用車に同乗した際に交通事故に巻き込まれ、飛散したフロントガラスの破片を顔面に浴び(日本車では1987年までは合わせガラスの使用が義務化されておらず、強化ガラスが使用された車種が多かった)、あわや失明の危機に陥る。
1975年8月に戦列に復帰。登板16試合で1勝4セーブを挙げ救世主となり、広島の初優勝に貢献した。阪急ブレーブスとの日本シリーズでも4試合に登板。第3戦で先発するが、早々と4点を失い3回に降板した。リーグ優勝決定試合の翌日の試合での勝ち投手を巡り監督の古葉竹識への不信感が芽生え関係が悪化する。
1976年は僅か2勝に終わり、古葉と旧知の関係の野村克也の希望もあり、松原明夫、門田純良との交換トレードで南海ホークスに移籍。古葉は、後年「ノムさんだから金城を渡した」と語っている。
1977年は江夏豊のリリーフ転向により、先発に復帰し10勝を挙げ、防御率2.51（リーグ4位）を記録。南海先発投手陣唯一の防御率2点台であった。
1978年より再度、抑えに転向。チームは低迷する中、リリーフエースとして活躍。
1979年には4勝16セーブ（20SP）で最優秀救援投手となる。
1980年にも6勝13セーブ（19SP）を記録、2年連続最優秀救援投手に輝いた。
1984年6月9日の対近鉄戦では加藤英司に通算10本目の被満塁本塁打となる逆転サヨナラ満塁本塁打を打たれたが、それまでの被満塁本塁打の日本プロ野球記録を更新するものとなった。
同年オフ、中条善伸とのトレードにより巨人に移籍する。
1985年限りで自由契約となる。日本プロ野球通算セーブ数（92）は当時歴代5位。
1986年、韓国プロ野球界の青宝ピントゥスに入団し、42試合登板で9勝5セーブを挙げる。青宝では福士敬章や新浦壽夫らと同等の活躍が期待されたものの9勝に留まり、同年入団の金城信夫を下回る結果に終わった。
1987年、三星ライオンズは金瑾錫と鄭鉉發の2選手を放出する2対1のトレードで金城を獲得、同年のオールスターゲームにも出場し、7勝を挙げた。1987年の韓国シリーズでは第2戦に登板するも敗戦、同年限りで現役引退。
引退後は、大阪市平野区でそば屋を経営していた。その後は韓国の知人が経営する関連会社を任され、12年間ほどソウルを拠点にしていた。
2020年現在は大阪で少年野球の指導者をしている。

## 選手としての特徴
日本のプロ野球史上ほんの数人しかいない、アンダースローの速球投手である。投球フォームに特徴が有り、テイクバックで打者に背番号を見せる程に上体を捩りながら右手を垂直に高く掲げて一瞬静止し、更に左手を打者に突き出して肩の可動範囲を限界まで広げつつ、サイドハンド気味に一気に投げ込むという豪快なものであった。広島、南海時代を通じて「印象に残る美しいフォームであった」と評するファンも多い。韓国球界でも「鷹が空を舞う様なフォーム」として知られており、盗塁が行われやすい弱点がある反面、優雅で印象に残る投球であったと評されている。
『プロ野球ここだけの話』第17回「潜航御礼！サブマリンここだけの話」に於いて、松沼博久（金城と同学年のアンダースロー投手）はアンダースロー三傑として杉浦忠、山田久志と共に金城の名を挙げており、バックスイングと腕の振りの大きさは真似が出来ない程であったと評していたが、一方で山田久志はそれが長所である反面、打者からはボールの握りが完全に見えてしまう弱点にも繋がっていたと指摘した。しかし、山田は金城の球速について「本当に速かった」とも評していた。
キャリアの全期間を通じてアンダーハンドから威力のある直球でグイグイ押す投球スタイルが持ち味であり、後藤正治著の『スカウト』によると、金城は現役を引退するまで変化球は『僅かに変化する程度のチェンジアップ(本人の弁では「曲がらんカーブ」)』しか投げることができなかったという。同著では、上記の交通事故から奇跡の復活を遂げるまでの経緯についても触れられている。なお、ベースボールマガジンによると、手術により視力がある程度戻ったのは右目のみで、左目はその後もほとんど見えないままであったといい、この左目に特殊なコンタクトレンズを着用する事でどうにか戦列に復帰できたとされている。
事故を境に球威や球速が低下した事が最終成績が伸びなかった一因であるとされているが、一方で福本豊は南海時代の金城を、森繁和や津田恒実と同じタイプの本格派投手であったと評しており、「（投球のフォロースルー近くまで）なかなかボールを離さないし、浮き上がってくるような軌道に見えたため、苦手な投手の一人だった」と述べていた。
本人の述懐では、引退までクイックモーションは遂に出来ないままだったと述べており、日本球界での現役続行を諦めた要因として「力の衰え」と共に、「(日本球界が)大雑把な野球では無くなってきた事」を挙げていた。僅かな球種を全力のモーションで投げ続けるスタイルが通用する時代ではなくなり、旧知の野村の勧めで韓国球界に挑戦した時には、長年の酷使で既に身体はボロボロの状態であったという。

## 人物
- 同い年の同胞で本来法大野球部でチームメイトになるはずだった新井宏昌と仲が良く、後に読売ジャイアンツ（巨人）へトレード移籍する際にも彼に相談したという。
- 一方、韓国では同じ同胞でも張本勲には対抗心があったのではないかと分析されている。1976年、巨人の張本は中日の谷沢健一と熾烈な首位打者争いを繰り広げていたが[16]、谷沢は中日のシーズン最終戦である対広島ダブルヘッダーの第一戦で4打数3安打を放ち、土壇場で張本を逆転して初の首位打者を獲得する。この時、広島の先発として登板したのが金城であり[17]、谷沢には二打席とも早いカウントから安打を打たれている[18]。この打席の映像は谷沢の2000本安打達成時の特集映像の一幕として現存するが[19]、韓国の野球ファンの間では、この時の金城は明らかに谷沢に打たせる様な球を投げており、これが無ければ張本が江藤慎一に次ぐ両リーグでの首位打者獲得を達成していたのではないかと言われているという[7]。なお、谷沢自身も2010年にこの一戦を振り返った際、「4打数3安打のうち、1本、2本目の安打は容易く打てた」と証言している[20]。
- 金城が1975年に交通事故に遭遇した際、当時の広島のオーナーである松田耕平は、「野球は無理でも何とか社会復帰はさせてやれ！」とチーム関係者に号令を出し、結果として長期に渡る治療とリハビリが実現したという[2]。
- 1980年10月2日、大阪球場での南海対阪急後期12回戦で9回表2死一、二塁の場面で金城がリリーフ登板し、初球を投げる前に1塁走者の福本豊を牽制球でタッチアウトしてゲームセットとなり「0球セーブ」という珍記録を樹立している[21]。
- 韓国での金城は此花商業時代の1969年、1970年の2度に渡り、在日同胞学生野球団（朝鮮語版）の一員として訪韓した事もあり、プロ入り以前から著名な存在であった。
  - 1969年の初訪韓の際、金城は気負いによる練習過多が祟って指が腫れ上がってしまい、遠征緒戦を欠場する羽目になる。金城を欠いた在日同胞学生野球団の戦績は芳しくなく、韓国側の関係者からは「所詮は弱体選手が中心の母国観光団か」と訝しまれる事態を招く事になるが、金城は同年8月15日から17日に掛けてソウル特別市・蚕室野球場で行われた善隣商業高校、城南高等学校（朝鮮語版）との試合に3日連続で登板。15日のダブルヘッダー第2戦の善隣商戦では8回までノーヒットノーランに抑えた末に1-1で引き分け。16日の城南高戦、17日の善隣商・城南高連合戦には2戦連続完投勝利を収め、韓国側の関係者からも「在日同胞はやはり格が違う」と高い評価を受けたという[22]。金城は20日の善隣商戦でも完投勝利を収めるが、この時には既にソウル市民から「サブマリン」という渾名で呼ばれており、アンダースローの物珍しさから蚕室野球場を連日満員にするほどの集客力があったという[23]。
    - なお、金城がこの年に3日連続の登板を志願した理由は、韓国人に在日同胞を誤解されたくないという意志もあったが、「地方から親戚が観戦に来ていたから」という実情もあったという[22]。

  - 翌1970年の二度目の訪韓の際、善隣商業高校戦にて16奪三振で完封勝利した試合[24]は韓国の野球関係者に衝撃を持って受け止められ、同年に金城が広島に入団した際には中央日報でも大きく報じられた[25]。後年、青宝ピントゥス監督として金城を招聘した許龜淵（朝鮮語版）は、韓国教育放送公社(EBS)の特別番組『전설의 재일동포 야구 선수들(伝説の在日同胞野球選手)[26]』に於いて、在日同胞学生野球団時代の金城を評して「当時の韓国にはアンダースローがほとんどいなかった事もあり、金城の投球には全くお手上げであった」と述べていた。
- 韓国球界での金城は、KBOのリーグ全体やチームの技術レベルに対して不満を持ち、常に意見を述べていたという。金城は契約更改におけるオプションの概念を韓国球界に初めて持ち込んだ選手であるともされており、プロ意識が概して低かった当時の韓国のプロ野球選手達にも大いに刺激を与えたと言われている[7]。韓国の野球ファンは金城の青宝入団が発表された時、始め誰であるのかを忘れていたというが、そのフォームを見て17年前にソウル市民を湧かせた「サブマリン」である事をすぐに思い出し、金城の「復帰」を喜んだという[23]。
- 引退後にうどん屋を開業した際、中畑清に開店祝いの花輪を贈呈されており、今でもその恩を忘れていないという[2]。
- 1999年6月27日の巨人戦（広島市民球場）にて金城は始球式の投手を務めたが、打席に立ったカープ優勝当時の戦友でもある山本浩二に初球を見逃された後、2球目を左翼席への本塁打にされてしまうという珍事が起きている[27]。この時は入団した年のユニフォームと背番号を再現して着用したため、金城と山本の背番号がどちらも27番だったが、着用していたユニフォームは金城は1971年 - 1972年の、山本は1968年 - 1970年のものだった。

## 詳細情報

### 年度別投手成績
| 年 度     | 球 団     | 登 板 | 先 発 | 完 投 | 完 封 | 無 四 球 | 勝 利 | 敗 戦 | セ 丨 ブ | ホ 丨 ル ド | 勝 率 | 打 者 | 投 球 回 | 被 安 打 | 被 本 塁 打 | 与 四 球 | 敬 遠 | 与 死 球 | 奪 三 振 | 暴 投 | ボ 丨 ク | 失 点 | 自 責 点 | 防 御 率 | W H I P |
| --------- | --------- | ----- | ----- | ----- | ----- | -------- | ----- | ----- | -------- | ----------- | ----- | ----- | -------- | -------- | ----------- | -------- | ----- | -------- | -------- | ----- | -------- | ----- | -------- | -------- | ------- |
| 1972      | 広島      | 27    | 7     | 2     | 0     | 0        | 3     | 3     | --       | --          | .500  | 312   | 70.2     | 60       | 9           | 44       | 1     | 3        | 62       | 2     | 0        | 36    | 31       | 3.95     | 1.47    |
| 1973      | 広島      | 40    | 15    | 3     | 2     | 0        | 10    | 6     | --       | --          | .625  | 525   | 131.1    | 99       | 12          | 35       | 1     | 7        | 106      | 1     | 0        | 42    | 37       | 2.54     | 1.02    |
| 1974      | 広島      | 44    | 36    | 11    | 2     | 1        | 20    | 15    | 0        | --          | .571  | 1033  | 252.0    | 214      | 34          | 71       | 6     | 9        | 207      | 1     | 0        | 107   | 102      | 3.64     | 1.13    |
| 1975      | 広島      | 16    | 2     | 0     | 0     | 0        | 1     | 0     | 4        | --          | 1.000 | 116   | 27.0     | 19       | 2           | 13       | 1     | 2        | 24       | 0     | 0        | 8     | 8        | 2.67     | 1.19    |
| 1976      | 広島      | 43    | 10    | 1     | 0     | 0        | 2     | 9     | 4        | --          | .182  | 456   | 102.1    | 101      | 21          | 44       | 5     | 11       | 97       | 1     | 1        | 59    | 55       | 4.84     | 1.42    |
| 1977      | 南海      | 31    | 25    | 10    | 2     | 2        | 10    | 11    | 1        | --          | .476  | 779   | 189.2    | 149      | 21          | 65       | 1     | 15       | 123      | 2     | 0        | 72    | 53       | 2.51     | 1.13    |
| 1978      | 南海      | 19    | 0     | 0     | 0     | 0        | 0     | 4     | 3        | --          | .000  | 126   | 30.1     | 29       | 4           | 6        | 3     | 2        | 29       | 1     | 0        | 16    | 14       | 4.15     | 1.15    |
| 1979      | 南海      | 53    | 0     | 0     | 0     | 0        | 4     | 5     | 16       | --          | .444  | 384   | 98.1     | 66       | 14          | 35       | 5     | 5        | 69       | 1     | 0        | 36    | 36       | 3.29     | 1.03    |
| 1980      | 南海      | 31    | 0     | 0     | 0     | 0        | 6     | 4     | 13       | --          | .600  | 234   | 56.2     | 45       | 13          | 17       | 0     | 4        | 43       | 0     | 0        | 25    | 23       | 3.65     | 1.09    |
| 1981      | 南海      | 23    | 0     | 0     | 0     | 0        | 2     | 0     | 7        | --          | 1.000 | 119   | 30.0     | 19       | 1           | 7        | 2     | 3        | 35       | 0     | 0        | 7     | 6        | 1.80     | 0.87    |
| 1982      | 南海      | 57    | 0     | 0     | 0     | 0        | 6     | 9     | 21       | --          | .400  | 313   | 78.1     | 61       | 6           | 23       | 10    | 2        | 65       | 1     | 1        | 24    | 23       | 2.64     | 1.07    |
| 1983      | 南海      | 40    | 0     | 0     | 0     | 0        | 4     | 4     | 15       | --          | .500  | 217   | 54.0     | 46       | 11          | 18       | 2     | 1        | 28       | 1     | 0        | 22    | 22       | 3.67     | 1.19    |
| 1984      | 南海      | 20    | 0     | 0     | 0     | 0        | 0     | 1     | 8        | --          | .000  | 90    | 21.0     | 16       | 3           | 10       | 1     | 3        | 15       | 1     | 0        | 9     | 9        | 3.86     | 1.24    |
| 1985      | 巨人      | 17    | 0     | 0     | 0     | 0        | 0     | 0     | 0        | --          | ----  | 91    | 20.1     | 17       | 4           | 14       | 1     | 0        | 16       | 0     | 0        | 12    | 11       | 4.87     | 1.52    |
| 1986      | 青宝      | 42    | 12    | 6     | 1     | --       | 9     | 14    | 5        | --          | .391  | 746   | 175.1    | 158      | 12          | 66       | 5     | 17       | 109      | 6     | 0        | 73    | 62       | 3.18     | 1.28    |
| 1987      | 三星      | 17    | 15    | 5     | 1     | --       | 7     | 5     | 0        | --          | .583  | 418   | 95.0     | 89       | 8           | 48       | 5     | 12       | 46       | 3     | 0        | 57    | 50       | 4.74     | 1.44    |
| NPB：14年 | NPB：14年 | 461   | 95    | 27    | 6     | 3        | 68    | 71    | 92       | --          | .489  | 4795  | 1162.0   | 941      | 155         | 402      | 39    | 67       | 919      | 12    | 2        | 475   | 430      | 3.33     | 1.16    |
| KBO：2年  | KBO：2年  | 59    | 27    | 11    | 2     | --       | 16    | 19    | 5        | --          | .457  | 1164  | 270.1    | 247      | 20          | 114      | 10    | 29       | 155      | 9     | 0        | 130   | 112      | 3.73     | 1.34    |

- 各年度の太字はリーグ最高

### タイトル
NPB
- 最多勝利：1回 （1974年）
- 最多奪三振：1回 （1974年）  ※当時連盟表彰なし、セントラル・リーグでは、1991年より表彰
- 最優秀救援投手：2回 （1979年、1980年）

### 記録
NPB初記録
- 初登板：1972年5月31日、対中日ドラゴンズ7回戦（広島市民球場）、6回表に3番手で救援登板、1回無失点
- 初奪三振：同上、6回表にバート・シャーリーから
- 初先発・初勝利：1972年8月16日、対阪神タイガース22回戦（広島市民球場）、7回3失点
- 初完投勝利：1972年9月10日、対読売ジャイアンツ18回戦（後楽園球場）、9回1失点
- 初完封勝利：1973年7月18日、対中日ドラゴンズ13回戦（中日スタヂアム）
- 初セーブ：1975年8月10日、対阪神タイガース18回戦（阪神甲子園球場）、6回裏2死に3番手で救援登板・完了、3回1/3を1失点

NPBその他の記録
- 0球セーブ：1980年10月2日、対阪急ブレーブス後期12回戦（大阪スタヂアム）、9回表2死1,3塁で2番手で救援登板・完了、一塁走者・福本豊を牽制死で試合終了　※史上初[28]（後に三浦政基が記録）
- オールスターゲーム出場：3回 （1974年、1977年、1982年）

### 背番号
- 27 （1971年 - 1976年）
- 21 （1977年 - 1984年）
- 19 （1985年）
- 26 （1986年）
- 17 （1987年）

### 登録名
- 金城 基泰 （かねしろ もとやす、1971年 - 1985年）
- 金 基泰 （キム・ギテ、김기태、1986年 - 1987年）